# تادمايت
تادمايت إحدى بلديات دائرة ذراع بن خدة التابعة لولاية تيزي وزو.

## النوادي
يضم إقليم بلدية تادمايت العديد من نوادي كرة القدم، منها:
1. شباب تادمايت

## أعلام
- ميسالا مرباح
- كمال بوعكاز

## مواضيع ذات صلة
- بلديات ولاية تيزي وزو
- دوائر ولاية تيزي وزو